# Rock m/1765

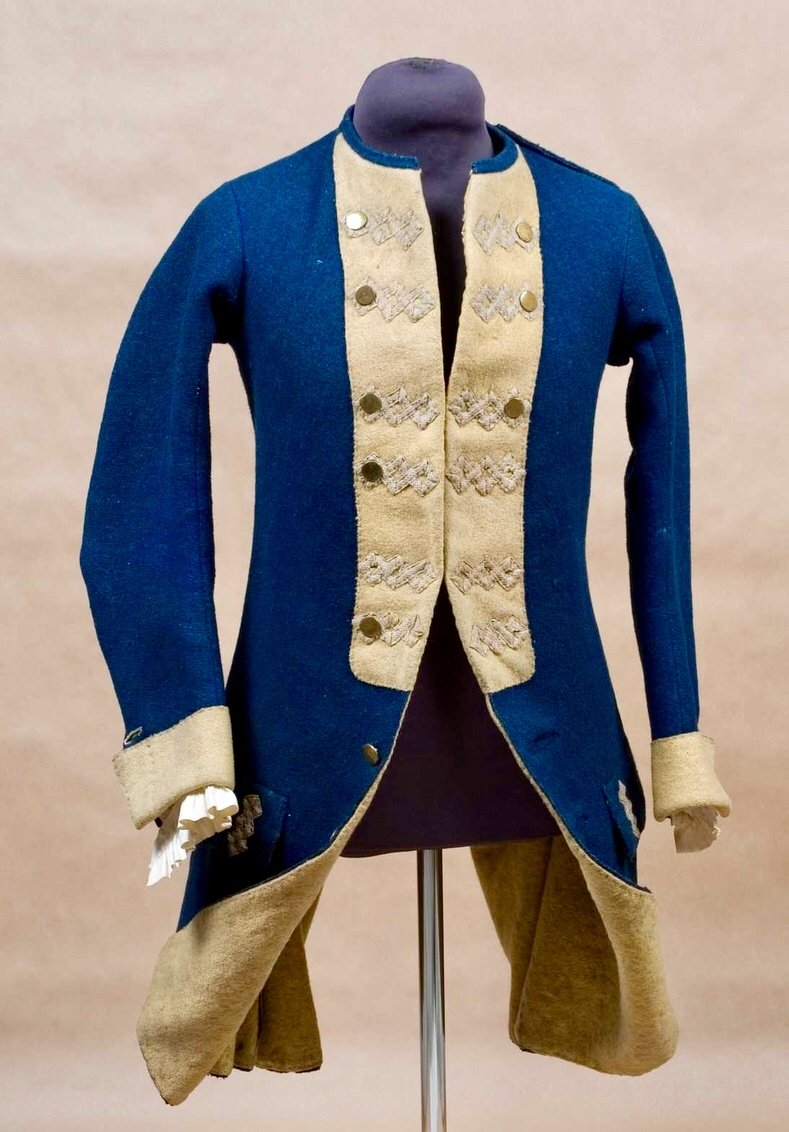
Rock m/1765 för manskap vid Södermanlands regemente, Armémuseum.

Rock m/1765 är en uniformsrock som har använts inom den svenska krigsmakten (nuvarande försvarsmakten). 

## Utseende
Rock m/1765 är en s.k. Justaucorps, en typ av rock som var det allra vanligaste överplagget under 1700-talet för såväl soldater som civila.
Rocken hade i stort sett samma utseende som den föregående m/1756. Huvudskillnaden var dock att skörten var betydligt mer utsvängda än tidigare, varför endast den övre delen av rocken gick att knäppa, medan de övriga övriga knapparna enbart var där för dekoration. Rocken var även något kortare än sin föregångare och slutade strax nedanför halva låret.
Den stora nyheten med rock m/1765 var införandet av bröstrevärer. Södermanlands-, Västmanlands- och Upplands regementes uniformer var försedda med gul revär och Västerbottens regemente med vit. Även sju av de värvade infanteriregementena bar bröstrevärer. Till skillnad från vad som var praxis nere på kontinenten var de svenska revärerna inte lösa utan istället påsydda direkt på rocken.

## Användning
Rock m/1765 brukades av hela infanteriet och avlöstes formellt år 1779 av vapenrock m/1779. Inom en del förband kom dock den gamla rocken att vara i bruk betydligt längre och ersattes i vissa fall inte förrän i början av 1790-talet.

## Bildgalleri

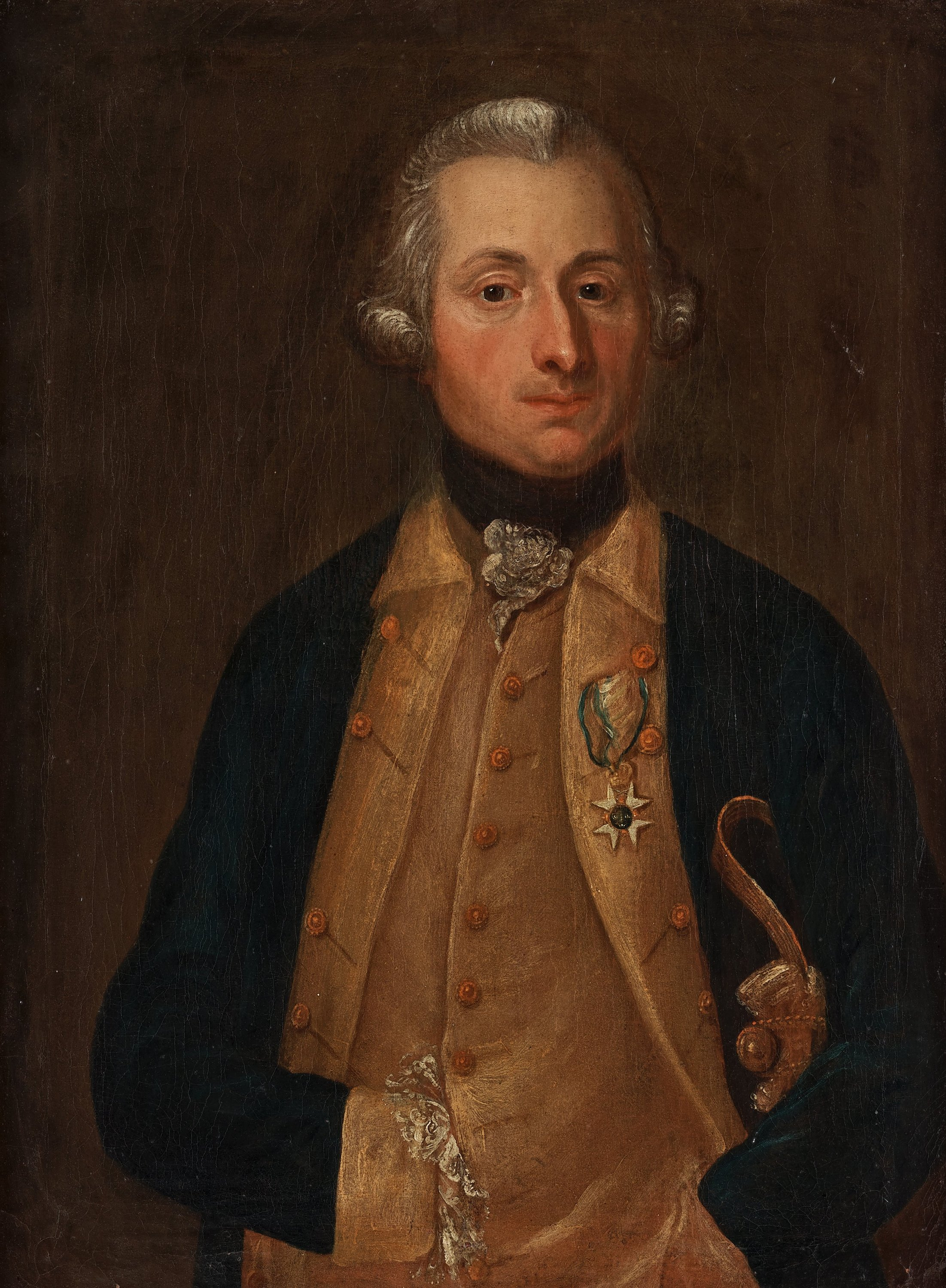
Fredrik Cederström iklädd rock m/1765 för Svea livgarde. Notera de gula bröstrevärerna. Målning av Johan Henrik Scheffel.
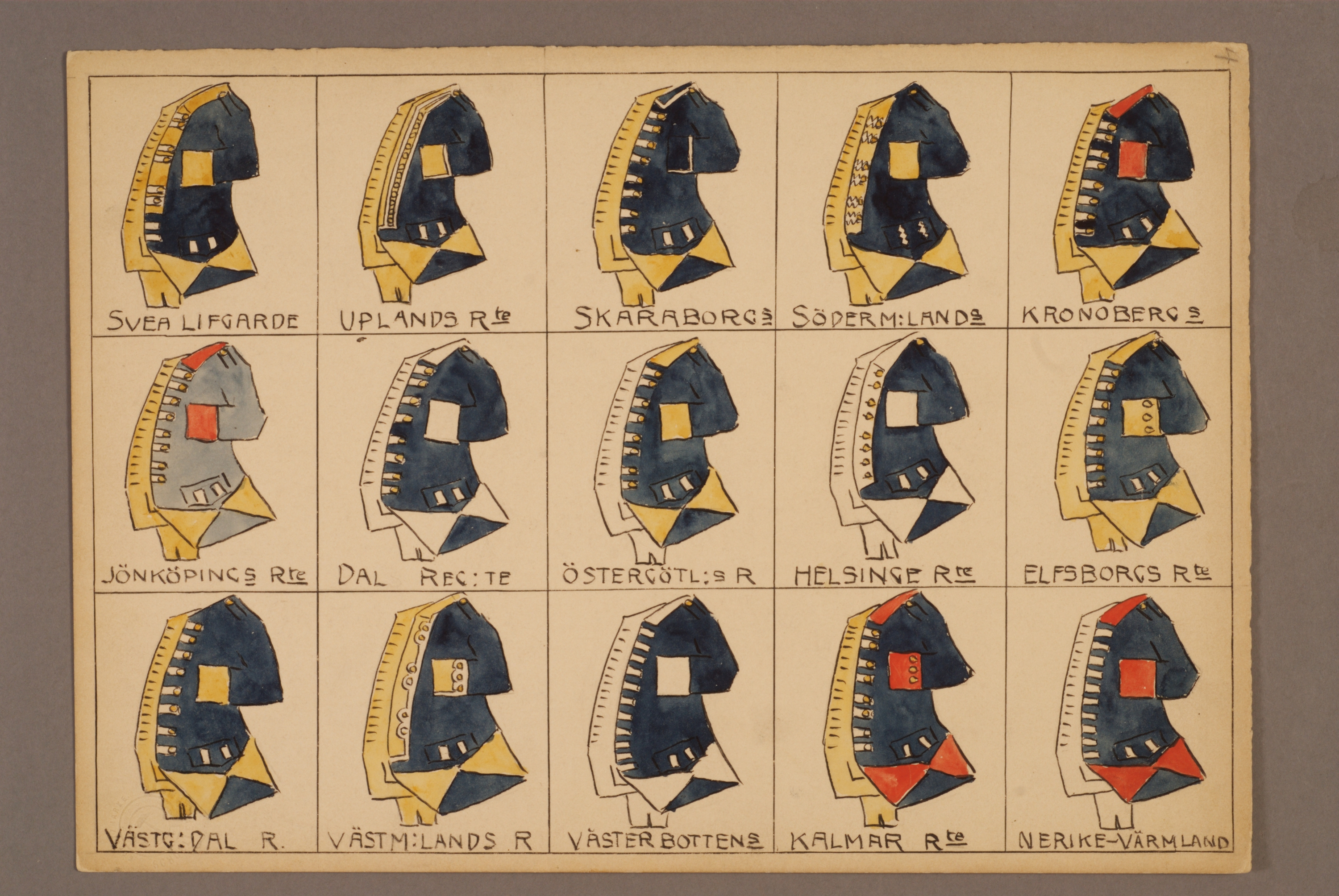
Plansch visande de olika färgsättningarna för rock m/1765, Einar von Strokrich.